# 秋吉台インターチェンジ
秋吉台インターチェンジ（あきよしだいインターチェンジ）は、山口県美祢市美東町綾木の小郡萩道路上にあるインターチェンジである。建設時は南秋吉インターチェンジ（みなみあきよしインターチェンジ）の仮称が与えられていた。
十文字IC - 秋吉台IC間の延伸開通に伴い、2011年1月29日に供用を開始した。中国道方面のみに接続するハーフインターチェンジとなっている。
その名の通り、秋吉台・秋芳洞への最寄りインターチェンジである（大正洞・景清洞、秋吉台サファリランド方面は絵堂ICが近い）。

## 周辺
- 秋吉台
  - 秋吉台国際芸術村
- 秋芳洞

## 接続する道路
- 国道435号
  - 開通当初は「美祢市道植竹目畑（うえたけ・さこばた）線[1]」という名称だった。2011年5月27日の山口県告示第232号[2]にて国道に昇格。

## 隣
小郡萩道路
十文字IC - 秋吉台IC - 大田IC